# Kościół Podwyższenia Krzyża Świętego w Żmudzi
Kościół Podwyższenia Krzyża Świętego – rzymskokatolicki parafialny kościół w Żmudzi, wzniesiony jako cerkiew unicka.

## Historia
Cerkiew unicka w Żmudzi została wzniesiona ok. 1753. Po likwidacji unickiej diecezji chełmskiej miejscową parafię przemianowano na prawosławną. W dwudziestoleciu międzywojennym, najpóźniej od 1923, cerkiew w Żmudzi była czynna i działała przy niej etatowa parafia wchodząca w skład dekanatu chełmskiego prawosławnej diecezji warszawsko-chełmskiej.
Po II wojnie światowej budynek sakralny przejęli katolicy, zaś od 1984 dawna cerkiew jest parafialnym kościołem.

## Architektura
Dawna cerkiew w Żmudzi jest budowlą drewnianą o konstrukcji zrębowej, jednonawową. Na wyposażeniu świątyni przetrwała z dawnego wyposażenia cerkiewnego unicka ikona Ukrzyżowania z 1757, wstawiona do głównego ołtarza. W ołtarzach bocznych znajdują się obrazy Matki Bożej z Dzieciątkiem oraz św. Antoniego, oba z XVIII w..
Dzwonnica kościelna jest budowlą wolno stojącą. Znajduje się na niej jeden dzwon .